# Вака Ваканов
Вака (Вакан) Хаджи Ваканов е български общественик и революционер, деец на Вътрешната македонска революционна организация.

## Биография
Вака Ваканов е роден в Банско, тогава в Османската империя. По-късно е кмет на родния си град. Присъединява се към ВМРО и участва в Спомагателната организация в Петрички окръг.
През 1933 година участва в ръководната комисия на Великия македонски събор в Горна Джумая.
След Деветнадесетомайския преврат от 1934 година е арестуван и измъчван.